# Donnersbachwald
Donnersbachwald è una frazione di 314 abitanti del comune austriaco di Irdning-Donnersbachtal, nel distretto di Liezen (Stiria). Già comune autonomo, il 1º gennaio 2015 è stato fuso con gli altri comuni soppressi di Donnersbach e Irdning per costituire il nuovo comune mercato (Marktgemeinde).